# جان د مول جونیور
یوهانس هندریکوس هوبرت «جان» د مول جونیور (انگلیسی: John de Mol Jr.؛ زادهٔ ۲۴ آوریل ۱۹۵۵) تهیه‌کننده تلویزیونی، مجری رادیو، مدیر اجرایی تولید، و اهالی کسب‌وکار اهل پادشاهی هلند است. وی از سال ۱۹۷۳ میلادی تاکنون مشغول فعالیت بوده‌است. وی همچنین برندهٔ جوایزی همچون جوایز امی ساعات پربیننده شده‌است.